# 1513 км
1513 км (баш. 1513 км) — упразднённый населённый пункт (тип: железнодорожная будка)  в Альшеевском районе, вошедший в 2005 году в состав села Раевский.

## География
Находится возле Малоаккулаево, о.п. 1513 км. В 1969 году (БАССР, 1969), 1972 (БАССР, 1972), (1981 БАССР, 1981) находился в 6 км от центра Раевского поссовета — села Раевский.

## История
Возник как поселение железнодорожников и их семей.
По данным на 1969 год проживало 30 человек, основная национальность — башкиры (БАССР, 1969). Преобладающая национальность (башкиры) указана и в последующие годы (БАССР, 1972; БАССР, 1981).
Закон «О внесении изменений в административно-территориальное устройство Республики Башкортостан в связи с образованием, объединением, упразднением и изменением статуса населённых пунктов, переносом административных центров» от 20 июля 2005 года № 211-з постановил:

ст. 2. Объединить следующие населённые пункты с сохранением наименований:
1) в Альшеевском районе:

в) поселение железнодорожная будка 1513 км, поселение железнодорожная будка 1509 км, посёлок Янаул и село Раевский Раевского сельсовета, установив объединённому населённому пункту тип поселения — село, с сохранением наименования «Раевский»;

## Инфраструктура
Путевое хозяйство участка Уфа — Абдулино Куйбышевской железной дороги. 

## Транспорт
Автомобильный и железнодорожный транспорт.